# Lee Jae-seok
Lee Jae-seok (kor. 이 재석; ur. 28 listopada 1963) – południowokoreański zapaśnik w stylu klasycznym. Brązowy medalista olimpijski z Seulu 1988 w kategorii 52 kg.